# リュビーム
座標: 北緯58度22分 東経40度41分 / 北緯58.367度 東経40.683度

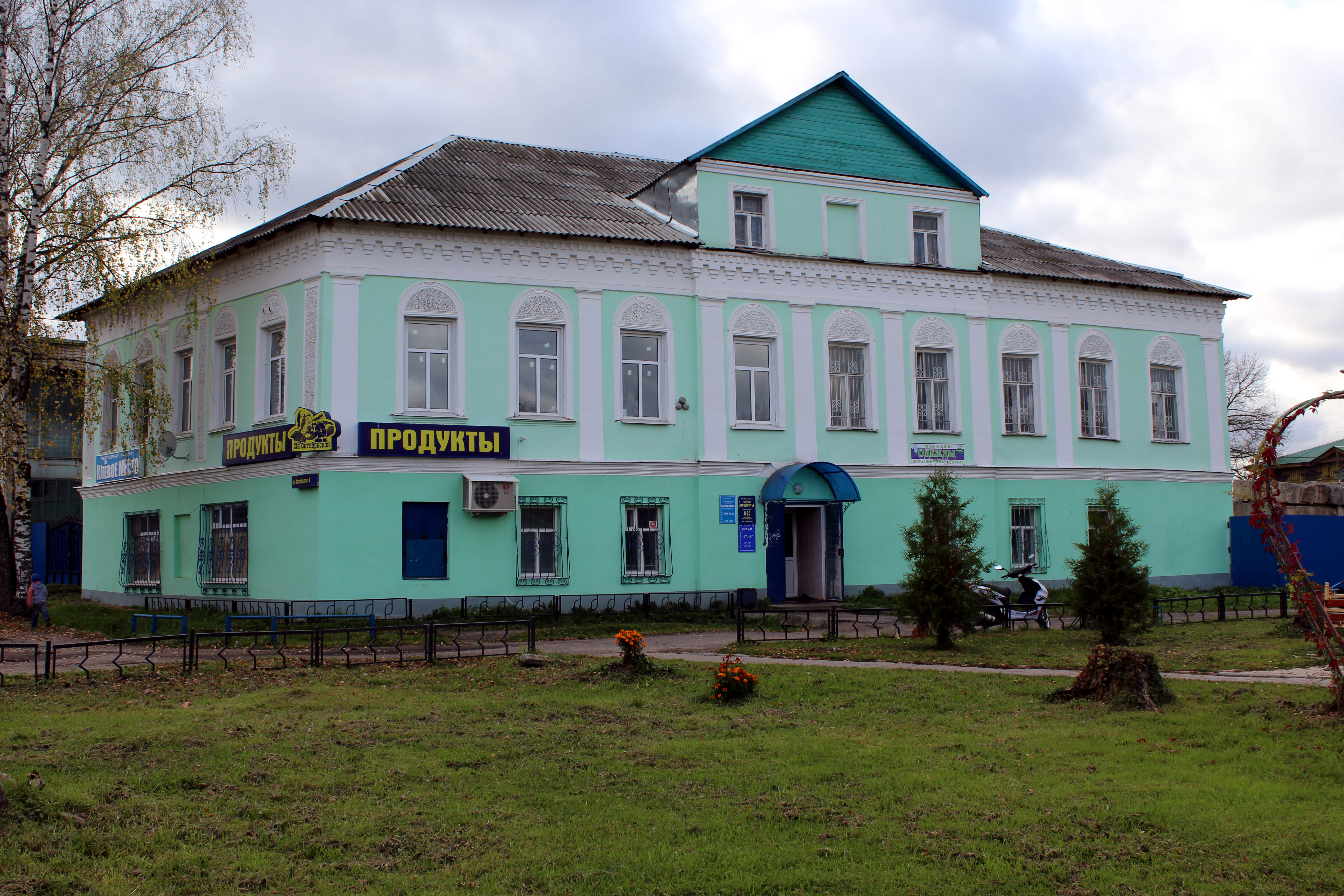

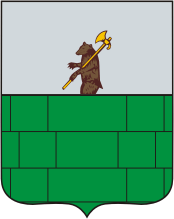
リュビームの紋章

リュビーム（ロシア語: Люби́м, 英語: Lyubim, Lubim）は、ロシアのヤロスラヴリ州にある町。人口は5,037人（2021年）。州都ヤロスラヴリの北東125km、オブノラ川がコストロマ川に合流する地点に位置する。
記録への初出は1546年（あるいは1538年）で、1777年に市の地位を得た。「愛」を意味するリュビームという地名は、15世紀から16世紀のロシアでは一般的だった人名にちなんでいる。
リュビームにはシベリア鉄道の鉄道駅（モスクワからの距離は393km）と製材工場などがある。